# Egor Demin
Egor Vladimirovich Demin (en russe : Егор Владимирович Дëмин, Iegor Vladimirovitch Diomine), né le 3 mars 2006 à Moscou en Russie, est un joueur russe de basket-ball évoluant au poste de meneur et mesurant 2,04 m.

## Biographie

### NBA
Egor Demin est sélectionné en huitième position par les Nets de Brooklyn lors de la draft 2025 de la NBA.

## Statistiques

### Universitaires
| Saison    | Équipe | Matchs | Titul. | Min./m | % Tir | % 3pts | % LF | Rbds/m. | Pass/m. | Int/m. | Ctr/m. | Pts/m. |
| --------- | ------ | ------ | ------ | ------ | ----- | ------ | ---- | ------- | ------- | ------ | ------ | ------ |
| 2024-2025 | BYU    | 33     | 33     | 27.5   | .412  | .273   | .695 | 3.9     | 5.5     | 1.2    | .4     | 10.6   |

## Palmarès et distinctions individuelles

### Universitaires
- Big 12 All-Freshman Team (2025)